# Tak (tỉnh)
Tak (tiếng Thái: ตาก, phiên âm: Tạc) là một tỉnh miền Bắc của Thái Lan. Các tỉnh lân cận (từ phía bắc theo chiều kim đồng hồ) là: Mae Hong Son, Chiang Mai, Lamphun, Lampang, Sukhothai, Kamphaeng Phet, Nakhon Sawan, Uthai Thani và Kanchanaburi. Phía tây giáp bang Kayin của Myanmar.

## Địa lý

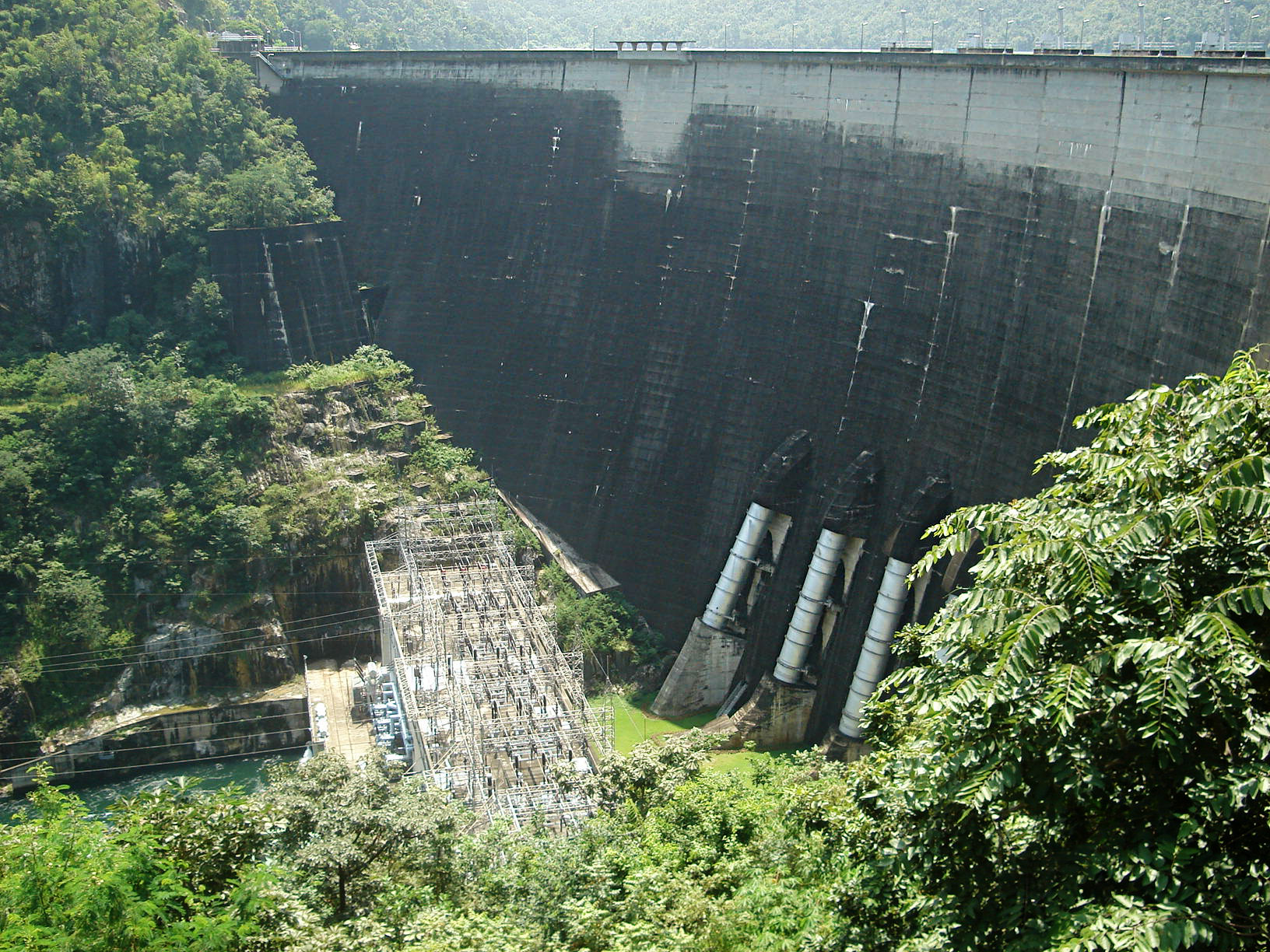
Đập Bhumibol

Đập Bhumibol (đặt tên theo vua Bhumibol Adulyadej, tên cũ là đập Yanhee) ở huyện Sam Ngao của tỉnh Tak và được xây dựng từ năm 1958 đến 1964. Đập ngăn sông Ping, một trong hai nguồn của sông Chao Phraya. Hồ nhân tạo có diện tích 300 km² và là hồ lớn nhất Thái Lan. Tỉnh này có các vườn quốc gia như Vườn quốc gia Taksin Maharat, Vườn quốc gia Namtok Pha Charoen, Vườn quốc gia Lan Sang và Vườn quốc gia Khun Phawo. Khu bảo tồn động vật hoang dã Thungyai Naresuan có chung một nửa diện tích hồ với Kanchanaburi và Khu bảo tồn động vật hoang dã Huai Kha Khaeng ở biên giới với Uthai Thani và là di sản thế giới.
Ở phía tây tỉnh Tak, vùng đồi Tenasserim gặp dãy núi Dawna. Một trong số ít các con đường xuyên quốc gia và các điểm xuyên biên giới vào Myanmar là tại Mae Sot. Về phía tây bắc của Mae Sot, con đường chính ở phía Thái Lan chạy qua biên giới cho đến khi nó quay thẳng về phía bắc theo hướng Mae Hong Son.
Tỉnh Tak có diện tích 16.406 km² và cách 426 km về phía bắc Bangkok.

## Lịch sử
Tak là một vương quốc lịch sử được xây dựng cách đây hơn 2.000 năm, thậm chí trước cả thời kỳ Sukhothai. Vương quốc cổ đại đạt đỉnh cao vào khoảng thế kỷ thứ nhất. Đến thế kỷ thứ 5, thủ đô của vương quốc này được chuyển về phía nam đến Lavo (tỉnh Lopburi ngày nay). Một thành phố tên là Ban Tak được thành lập bởi Jamadevi (พระนาง จาม เทวี), công chúa của vương quốc Lavo, vào khoảng năm 663. Nó trở thành một phần của vương quốc Sukhothai thông qua các trận chiến do Ramkhamhaeng Đại đế lãnh đạo và hình thành pháo đài chính ở mặt trận phía tây. Thành phố đã được di chuyển xa hơn về phía tây và được đổi tên thành Mueang Rahang khi vương quốc Ayuthaya bị thất thủ vào tay người Miến Điện dưới triều đại của vua Maha Thammaracha. Thành phố đã được chuyển trở lại phía đông của sông Ping trong thời kỳ đầu Bangkok.
Vua Taksin là phó thống đốc của Tak trước khi vương quốc Ayutthaya thất thủ trong cuộc chiến với Miến Điện. Vì tên của ông Sin, ông được gọi là Tak-Sin trong thời gian ở Tak.

## Các đơn vị hành chính

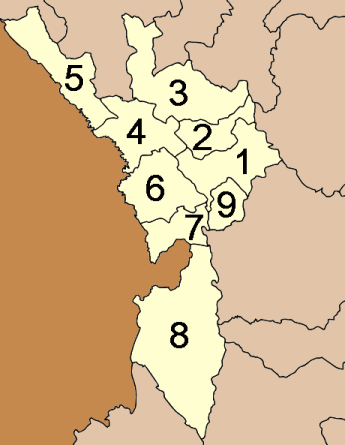
Bản đồ các Amphoe

Tỉnh này có 8 huyện (Amphoe) và 1 huyện nhỏ (King Amphoe). Các huyện lại được ra 63 xã (tambon) và 493 thôn (mubaan).
| Amphoe                                            |                                                     | King Amphoe  |
| ------------------------------------------------- | --------------------------------------------------- | ------------ |
| 1. Mueang Tak 2. Ban Tak 3. Sam Ngao 4. Mae Ramat | 1. Tha Song Yang 2. Mae Sot 3. Phop Phra 4. Umphang | 1. Wang Chao |

## Người tị nạn
Theo dữ liệu từ UNHCR năm 2006, gần 100.000 người tị nạn có đăng ký 130.000 từ Myanmar trú ngụ tại các lều tị nạn ở tỉnh Tak trong đó lều Mae La là cái lớn nhất với hơn 45.000 người Karen tị nạn.